# اونای روپرو
اونای روپرو (انگلیسی: Unai Ropero؛ زادهٔ ۲۰ نوامبر ۲۰۰۱) بازیکن فوتبال اهل اسپانیا است که در پست وینگر برای دپورتیوو آلاوس بی بازی می‌کند.